# 丹尼尔·范
丹尼尔·范（1995年10月19日—），澳洲男子羽毛球運動員。

## 簡歷
2016年4月，丹尼尔·范出戰在大溪地舉行的大洋洲羽毛球錦標賽，與梁永亨合作拿得男子雙打比賽季軍。
2017年2月，丹尼尔·范出戰在新喀里多尼亞努美阿舉行的大洋洲羽毛球錦標賽，拿得男子單打比賽季軍。

## 主要比賽成績
只列出曾進入準決賽的國際賽事成績：
| 年份   | 賽事               | 公開賽級別 | 項目     | 拍檔   | 成績   |
| ------ | ------------------ | ---------- | -------- | ------ | ------ |
| 2016年 | 大洋洲羽毛球錦標賽 | 其他       | 男子雙打 | 梁永亨 | 季軍   |
| 2017年 | 大洋洲羽毛球錦標賽 | 其他       | 男子單打 | －     | 季軍   |
| 2018年 | 哈薩克羽毛球國際賽 | 國際系列賽 | 男子單打 | －     | 準決賽 |

| 2007-2017年 | 首要超級賽 | 超級賽 | 黃金大獎賽 | 大獎賽 | 國際挑戰賽 | 國際系列賽 | 未來系列賽 | 其他 |

| 2018-2026年 | 總決賽 | 超級1000賽 | 超級750賽 | 超級500賽 | 超級300賽 | 超級100賽 | 國際挑戰賽 | 國際系列賽 | 未來系列賽 | 其他 |

### 奧運會和世錦賽參賽紀錄
|          | 2019 |
| -------- | ---- |
| 男子單打 | 64強 |